# Gomphomastax carinata
Gomphomastax carinata är en insektsart som beskrevs av Oleg V. Shumakov 1963. Gomphomastax carinata ingår i släktet Gomphomastax och familjen Eumastacidae. Inga underarter finns listade i Catalogue of Life.